# Fred Karlin
Pour les articles homonymes, voir Karlin.
Frederick James "Fred" Karlin, né le 16 juin 1936 à Chicago et mort le 26 mars 2004 (67 ans) à Culver City, est un compositeur de musiques de films et de séries TV américain. Il était aussi un trompettiste accompli, jouant du jazz, du blues, du rock aussi bien que de la musique classique ou médiévale. Il a reçu un Emmy Award et un Oscar de la meilleure chanson originale.

## Biographie
Né à Chicago, dans l'Illinois, il étudia la composition jazz avec William Russo et obtint le Baccalauréat ès Arts du Amherst College, où il écrivit comme thèse d'honneur son Quartet à cordes no 2. Poursuivant ses études, il déménagea à New York, écrivant des compositions et des arrangements pour diverses formations, comme celles de Benny Goodman, Harry James ou encore Chubby Jackson. Durant cette période, il écrivit également des compositions et des arrangements pour des documentaires, l'Orchestre du Radio City Music Hall et des publicités à la télévision.
En 1962, Fred Karlin enregistre chez Columbia un disque utilisant des extraits de la bande dessinée Snoopy (Peanuts), interprétés par l'actrice Kaye Ballard, dans le rôle de Lucy, et par l'auteur de chansons Arthur Siegel, dans le rôle de Charlie Brown. L'enregistrement novateur fut entièrement joué par Fred Karlin, à partir d'instruments musicaux pour enfants et de jouets.
Fred Karlin commença sa carrière au cinéma avec Escalier interdit en 1967. S'ensuivirent rapidement Les Tiens, les Miens, le Nôtre, The Sterile Cuckoo puis Lovers and Other Strangers, pour lequel il écrivit la musique de la chanson For All We Know, qui gagna en 1971 l'Academy Award de la meilleure chanson originale et qui fut un succès majeur du groupe The Carpenters. Le groupe The Sandpipers eut aussi son heure de gloire avec une autre de ses compositions : Come Saturday Morning. D'autres enregistrements de Fred Karlin furent nommés pour trois Academy Awards, dont celui pour le film The Little Ark (d'après un roman de Jan de Hartog) en 1972. Sa femme, Marsha, fut également nommée pour ce même film.
Bien que Fred Karlin continua à enregistrer des musiques de films à l'occasion, la majorité de son travail fut pour la télévision. Ses compositions furent nommées pour les Emmy Awards onze fois et il remporta la récompense en 1974, pour The Autobiography of Miss Jane Pittman. Il reçut également le NAACP Image Award pour Minstrel Man.
Fred Karlin mourut d'un cancer à Culver City en Californie. Il laisse derrière lui sa femme, Megan Wells Stagg Karlin, un frère, Kenneth, un fils, Eric, deux filles, Wendy Karlin et Kathryn Velasquez, et quatre petits-enfants. Son fils Kristopher mourut avant lui, assassiné par Wendy Karlin en 1978. La mort de Kristopher fut un grand choc pour Fred Karlin, comme il le racontera en septembre 1978 dans un article pour le Los Angeles Herald Examiner. Wendy purgea une courte peine dans un hôpital psychiatrique.

## Publications
Fred Karlin écrivit trois ouvrages sur la composition de musiques de film : 
- On the Track : A Guide to Contemporary Film Scoring (1990),
- Listening to Movies : The Film Lover's Guide to Film Music (1994)
- 100 Great Film Scores, qui fut publié de façon posthume en 2005.

Il écrivit enfin un ouvrage de référence détaillant et cataloguant les milliers d’enregistrements de la compagnie Edison, distribués entre 1914 et 1929.

## Filmographie

### Comme compositeur

#### Cinéma
- 1967 : Escalier interdit (Up the Down Staircase)
- 1968 : Les tiens, les miens, le nôtre (Yours, Mine and Ours)
- 1968 : L'Homme sauvage (The Stalking Moon)
- 1969 : The Sterile Cuckoo
- 1970 : Lovers and Other Strangers
- 1970 : Cover Me Babe (en)
- 1970 : The Baby Maker
- 1971 : The Marriage of a Young Stockbroker (en)
- 1971 : Believe in Me
- 1972 : The Little Ark
- 1972 : Every Little Crook and Nanny
- 1973 : Mondwest (Westworld)
- 1974 : Du sang dans la poussière (The Spikes Gang)
- 1974 : Zandy's Bride
- 1974 : Chosen Survivors
- 1974 : The Gravy Train
- 1974 : Mixed Company (en)
- 1976 : Mastermind
- 1976 : Baby Blue Marine (en)
- 1976 : Leadbelly
- 1976 : Les Rescapés du futur (Futureworld)
- 1976 : Joe Panther
- 1977 : Greased Lightning (en)
- 1978 : Mean Dog Blues
- 1979 : Ça glisse... les filles ! (California Dreaming) de John D. Hancock
- 1979 : Ravagers
- 1980 : Cloud Dancer
- 1980 : L'Amour à quatre mains (Loving Couples)
- 1986 : Vasectomy: A Delicate Matter
- 1991 : Sutoroberi rodo

#### Télévision
- 1971 : Mr. and Mrs. Bo Jo Jones (TV)
- 1973 : The Man Who Could Talk to Kids (TV)
- 1974 : The Autobiography of Miss Jane Pittman (TV)
- 1974 : Born Innocent (TV)
- 1974 : L'Inquiétant Ronald (en) (Bad Ronald) (TV)
- 1974 : It Couldn't Happen to a Nicer Guy (en) (TV)
- 1974 : Punch and Jody (TV)
- 1975 : Le Rêve brisé (The Dream Makers) (TV)
- 1975 : Death Be Not Proud (TV)
- 1976 : Woman of the Year (TV)
- 1976 : Wanted: The Sundance Woman (TV)
- 1977 : Green Eyes (TV)
- 1977 : The Death of Richie (TV)
- 1977 : Minstrel Man (TV)
- 1977 : L'Homme de l'Atlantide (The Man from Atlantis) (série TV)
- 1977 : Man from Atlantis (TV)
- 1977 : The Life and Assassination of the Kingfish (TV)
- 1977 : The World of Darkness (TV)
- 1977 : Alexander: The Other Side of Dawn (en) (TV)
- 1977 : Lucan (TV)
- 1977 : The Hostage Heart (en) (TV)
- 1977 : Billy: Portrait of a Street Kid (TV)
- 1977 : The Trial of Lee Harvey Oswald (en) (TV)
- 1977 : The Girl Called Hatter Fox (TV)
- 1977 : Having Babies II (TV)
- 1977 : Intimate Strangers (TV)
- 1977 : Christmas Miracle in Caufield, U.S.A. (TV)
- 1978 : Forever (TV)
- 1978 : The World Beyond (TV)
- 1978 : Deadman's Curve (TV)
- 1978 : The Awakening Land (feuilleton TV)
- 1978 : Just Me and You (TV)
- 1978 : Kaz (série TV)
- 1978 : More Than Friends (TV)
- 1978 : Lady of the House (TV)
- 1978 : Bud and Lou (TV)
- 1978 : Long Journey Back (TV)
- 1978 : Who'll Save Our Children? (TV)
- 1978 : Lawman Without a Gun (en) (TV)
- 1979 : And Your Name Is Jonah (TV)
- 1979 : Friends (série TV)
- 1979 : Transplant (TV)
- 1979 : Samurai (TV)
- 1979 : Ike (mini-série)
- 1979 : Strangers: The Story of a Mother and Daughter (TV)
- 1979 : Walking Through the Fire (TV)
- 1979 : Blind Ambition (feuilleton TV)
- 1979 : Sex and the Single Parent (TV)
- 1979 : Paris (série TV)
- 1979 : Vampire (TV)
- 1979 : And Baby Makes Six (TV)
- 1979 : Topper (TV)
- 1980 : Rupture fatale (Once Upon a Family) (TV)
- 1980 : Marriage Is Alive and Well (TV)
- 1980 : The Plutonium Incident (TV)
- 1980 : Un bébé de plus (Baby Comes Home) (TV)
- 1980 : Mom, the Wolfman and Me (TV)
- 1980 : Sophia Loren (Sophia Loren: Her Own Story) (TV)
- 1980 : Homeward Bound (TV)
- 1980 : The Secret War of Jackie's Girls (TV)
- 1980 : Fighting Back (TV)
- 1980 : My Kidnapper, My Love (TV)
- 1980 : A Time for Miracles (TV)
- 1981 : Thornwell (TV)
- 1981 : Miracle on Ice (TV)
- 1981 : We're Fighting Back (TV)
- 1981 : Bitter Harvest (TV)
- 1981 : Broken Promise (TV)
- 1981 : En plein cauchemar (The Five of Me) (TV)
- 1981 : Jacqueline Susann's Valley of the Dolls (TV)
- 1981 : The Marva Collins Story (TV)
- 1982 : Inside the Third Reich (TV)
- 1982 : Hollywood: The Gift of Laughter (TV)
- 1982 : Not in Front of the Children (TV)
- 1982 : The First Time (TV)
- 1982 : Deadly Encounter (TV)
- 1983 : Baby Sister (TV)
- 1983 : L'Une cuisine, l'autre pas (One Cooks, the Other Doesn't) (TV)
- 1983 : Équipe de nuit (Night Partners) (TV)
- 1983 : Officier et top-model (Policewoman Centerfold) de Reza Badiyi (téléfilm)
- 1983 : The Gift of Love: A Christmas Story (TV)
- 1984 : Love Leads the Way: A True Story (TV)
- 1984 : Cougar (TV)
- 1984 : Calamity Jane (TV)
- 1985 : Robert Kennedy & His Times (feuilleton TV)
- 1985 : Kids Don't Tell (TV)
- 1985 : Hostage Flight (TV)
- 1985 : Perdus dans la ville (en) (Final Jeopardy) (TV) de Michael Pressman
- 1986 : Dream West (feuilleton TV)
- 1987 : A Place to Call Home (TV)
- 1987 : The Facts of Life Down Under (TV)
- 1988 : Dans les griffes de la mafia (Lady Mobster) (TV)
- 1988 : Dernier Voyage en Malaisie (Dadah Is Death) (TV)
- 1989 : Bridge to Silence (TV)
- 1989 : Fear Stalk (TV)
- 1990 : Murder C.O.D. (TV)
- 1991 : Her Wicked Ways (TV)
- 1991 : The Last Prostitute (TV)
- 1992 : Survive the Savage Sea (TV)
- 1992 : The Secret (TV)
- 1993 : La Véritable histoire de Cathy Mahone (Desperate Rescue: The Cathy Mahone Story) (TV)
- 1993 : Preuve d'amour (Labor of Love: The Arlette Schweitzer Story) (TV)
- 1997 : Le Trésor perdu des conquistadors (Lost Treasure of Dos Santos) (TV)

### Comme monteur
- 1992 : The Making of 'High Noon' (vidéo)
- 1995 : Film Music Masters: Jerry Goldsmith (vidéo)

### Comme réalisateur
- 1995 : Film Music Masters: Jerry Goldsmith (vidéo)

### Comme producteur
- 1995 : Film Music Masters: Jerry Goldsmith (vidéo)

## Récompenses et distinctions
- 1971 : meilleure chanson originale pour Lune de miel aux orties (chanson For All We Know) ;
- 1971 : Nomination à l'Oscar de la meilleure partition de chansons et adaptation musicale pour The Baby Maker.
- 1974 : Emmy de la meilleure composition musicale pour un programme spécial pour The Autobiography of Miss Jane Pittman.
- 1977 : NAACP Image Award : Minstrel Man